# DYGL
DYGL은 일본 도쿄도 출신의 4인조 인디 록 밴드이다.
밴드의 멤버인 아키야마, 카치, 카모토 3명은 2017년 공식적으로 해체된 5인조 인디 록 밴드 Ykiki Beat의 멤버이기도 했다.

## 개요
DYGL은 일본 도쿄에서 결성된 밴드이다. 이전에는 Ykiki Beat였지만 해체되었다가 새로운 이름과 새로운 멤버로 다시 재결합했다. DYGL(Day-glo로 발음)은 고향의 전통을 통해 시작되었을 수도 있지만 대륙을 넘나드는 광범위한 접근 방식을 통해 진정한 자리를 찾았다.
밴드는 미국에서 녹음된 첫 번째 EP를 발표했다. 보컬리스트 아키야마 노부키가 첫 번째 앨범이 대중에게 인지도를 얻는 첫걸음이 될 것이라고 말했던 것처럼, 2017년 4월 앨버트 해먼드 주니어(Albert Hammond Jr)가 프로듀싱한 첫 번째 앨범을 성공적으로 발매했다. 앨버트의 전폭적인 지원 속에 DYGL은 아시아 투어를 하게 되었고, 일본 투어를 하고 영국과 미국에서 공연을 했다.

## 구성원
- 아키야마 노부키 – 리드 보컬, 기타
- 카모토 코헤이 – 드럼
- 시모나카 요스케 – 기타
- 카치 요타로 – 베이스